# Progress M-UM
Progress M-UM (en russe : Прогресс М-УМ) est un vaisseau cargo Progress M développé par Roscosmos, de numéro de série 303, spécialement modifié pour le transport du module Prichal vers le segment russe de la Station spatiale internationale. Le vaisseau se compose d'un module de service amarré au module Prichal. Lancé le 24 novembre 2021 à 13h 06min 35s UTC, il s'agit du 171e vol d'un Progress,, du dernier vol d'un Progress de série M, et du premier Progress lancé par un Soyouz 2.1b.

## Développement
Le 15 janvier 2011, RKK Energia a annoncé que son Conseil scientifique et technique (NTS) avait examiné et approuvé la conception préliminaire du module nœud et du matériel associé, dont une version spéciale du cargo Progress nommée Progress M-UM., destinée à la livraison du module nœud à la station. Le lanceur Soyouz-2 a été adapté pour le lancement du Progress M-UM, initialement prévu pour 2012, puis 2019. Il a finalement été achevé en 2014 et conservé jusqu'au lancement de Prichal en 2021. Il est attaché à Prichal au moyen d'un compartiment de transition nouvellement développé.
Prichal est le deuxième ajout au segment orbital russe en 2021, après Nauka. Progress M-UM est de conception similaire à Progress DC-1 qui a livré Pirs en 2001 et à Progress M-MIM2 qui a livré Poisk en 2009, mais avec des systèmes de navigation et l'avionique tirés de la version Progress MS.

## Lancement

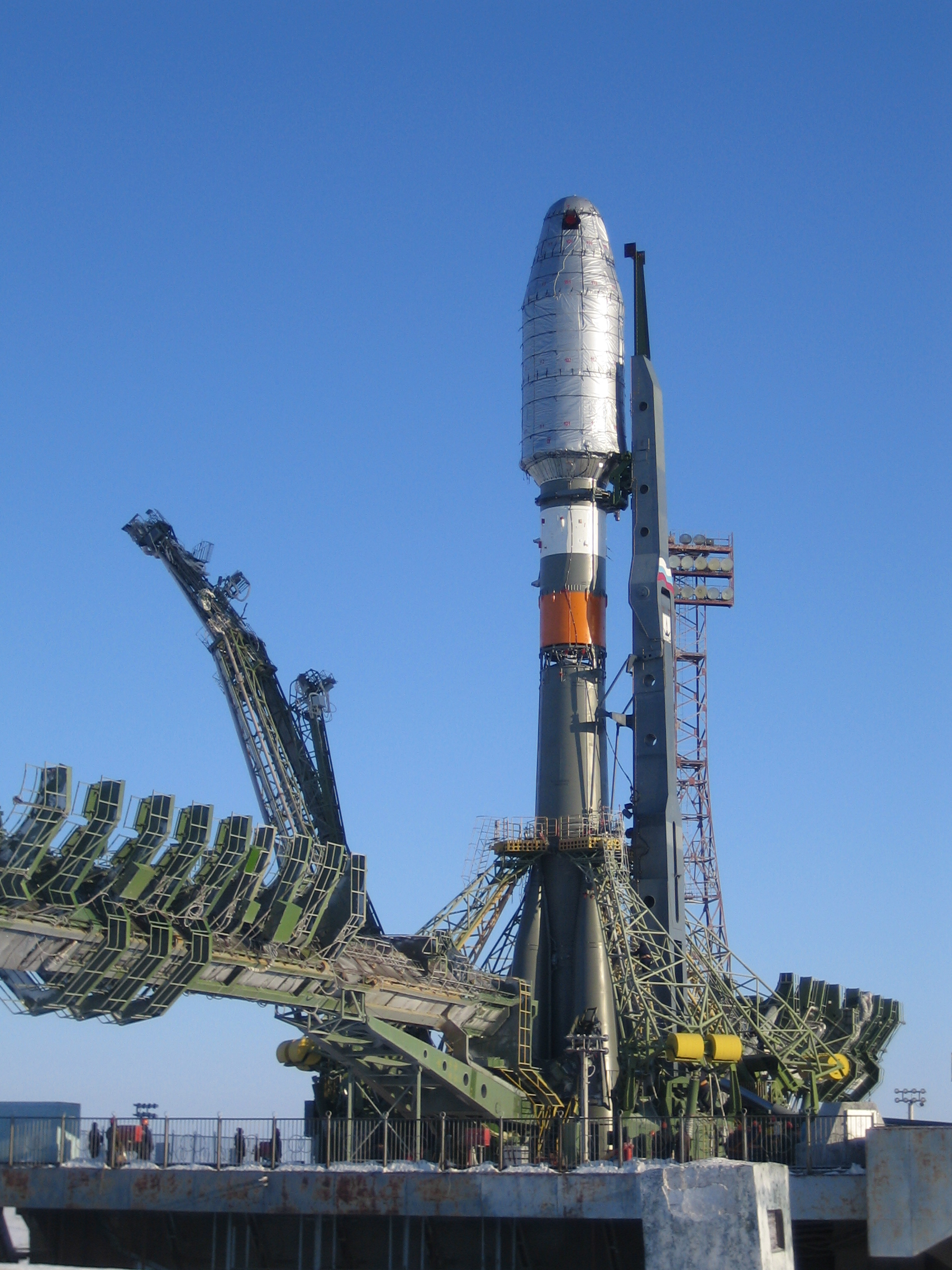
Un Soyouz 2.1 avec une coiffe de type ST.

Progress M-UM a été lancé vers la Station spatiale internationale depuis le site 31/6 du cosmodrome de Baïkonour par une Soyouz-2.1b le 24 novembre 2021 à 13:06:40 UTC,,. En raison du plus grand diamètre de Prichal, le Progress M-UM a été placé dans une coiffe de type ST plus grande (4,1 m de diamètre).

## Amarrage

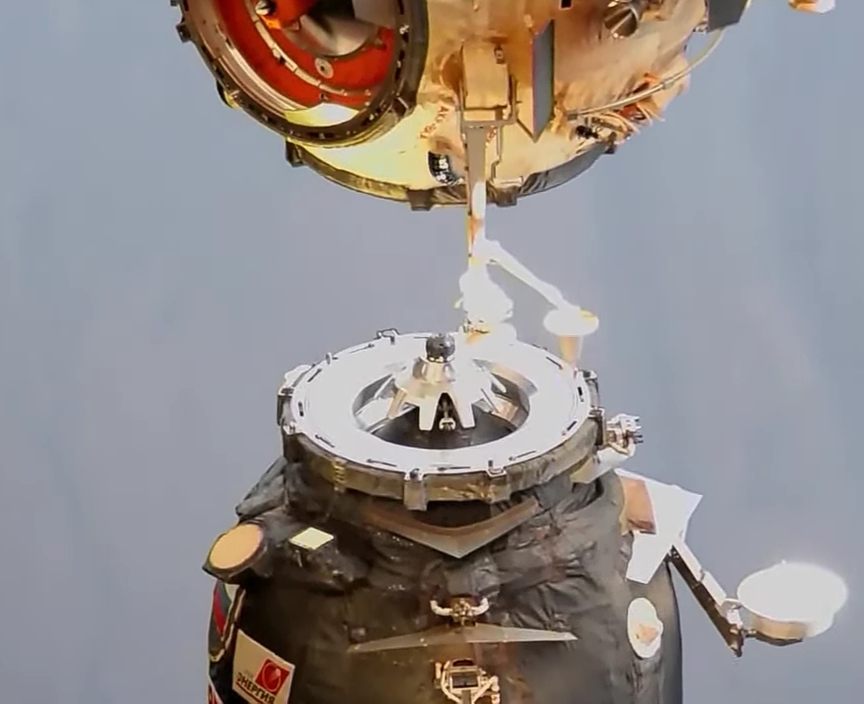
Déconnexion de Progress MS-17 et retrait de l'adaptateur d'amarrage temporaire de Nauka, anneau gris entourant la sonde d'amarrage du Progress MS-17.
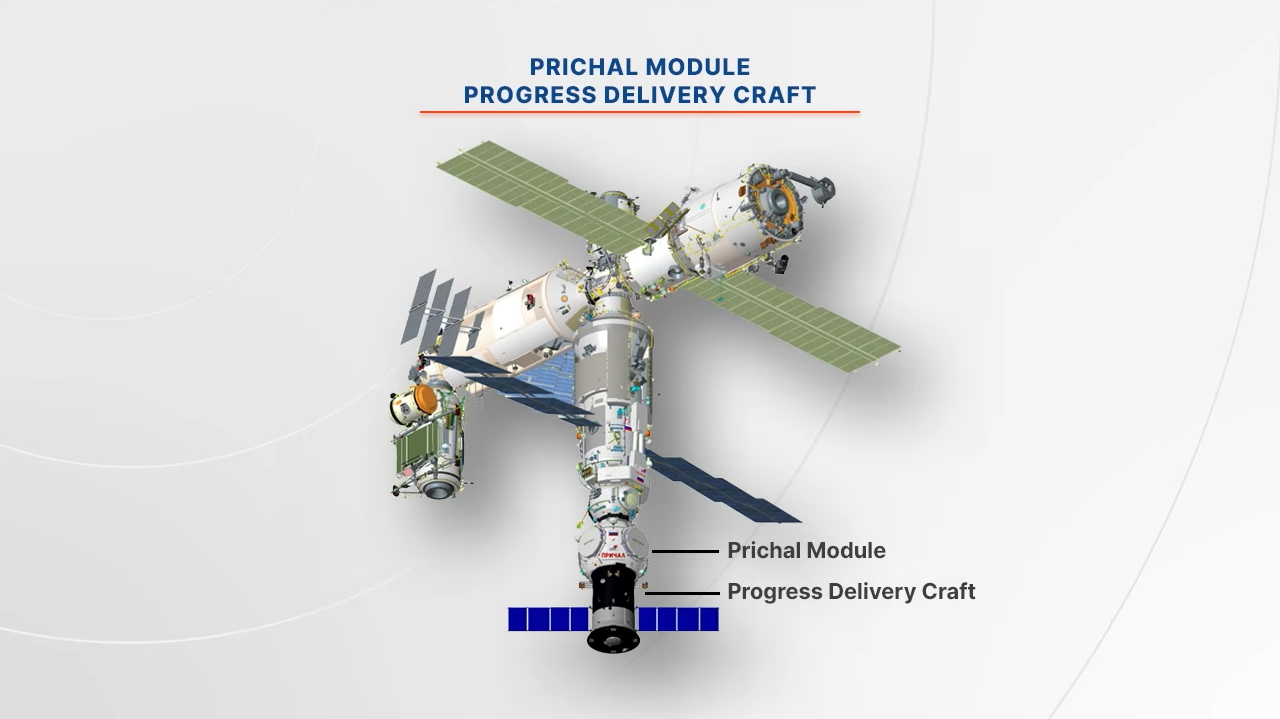
L'ISS après l'amarrage de Prichal et Progress M-UM.
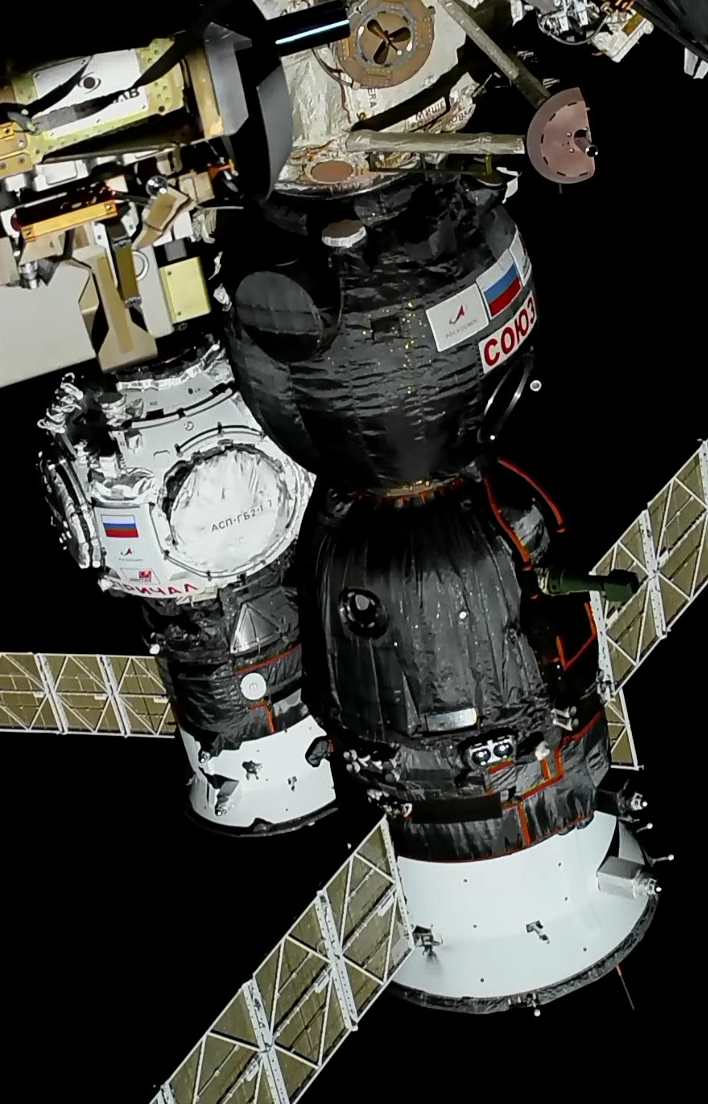
Progress M-UM amarré à Nauka.
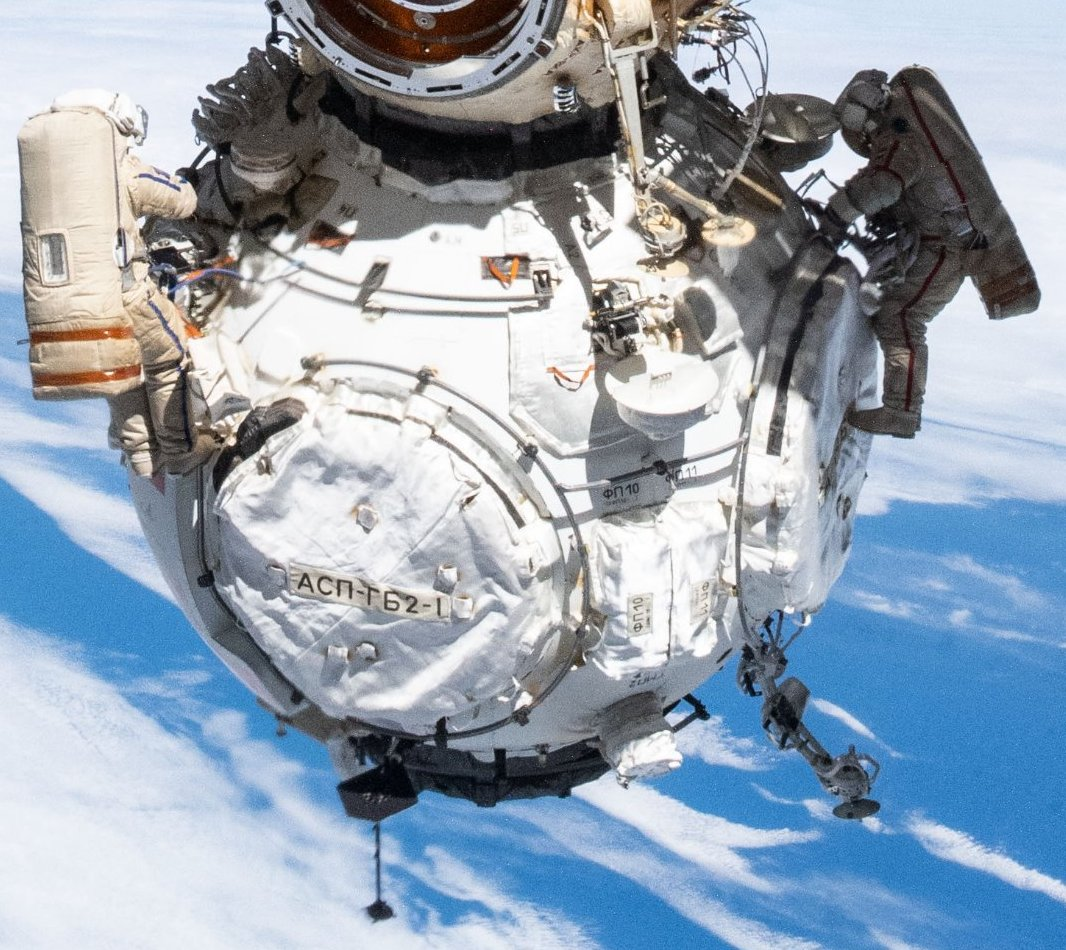
Prichal amarré à Nauka.

Deux jours après le lancement, Progress M-UM a automatiquement amarré Prichal au port nadir (orienté vers la Terre) du module Nauka, reconfiguré après le retrait de l'adaptateur d'amarrage nadir du module par Progress MS-17 : Prichal, deuxième module après Rassvet à utiliser un port initialement utilisé par les vaisseaux spatiaux Soyouz ou Progress, n'est pas capable de s'amarrer aux ports SSVP comme le module Rassvet. Le port de Nauka disposait donc d'un adaptateur d'amarrage temporaire construit selon la norme SSVP-M ou « hybride », comprenant le mécanisme traditionnel SSVP sonde-cône et un collier d'amarrage APAS-95 (androgyne) avant l'arrivée de Prichal, permettant l'amarrage des vaisseaux équipés de systèmes SSVP classiques. Progress M-UM doit alors rester en orbite pendant 30 jours.

## Désamarrage

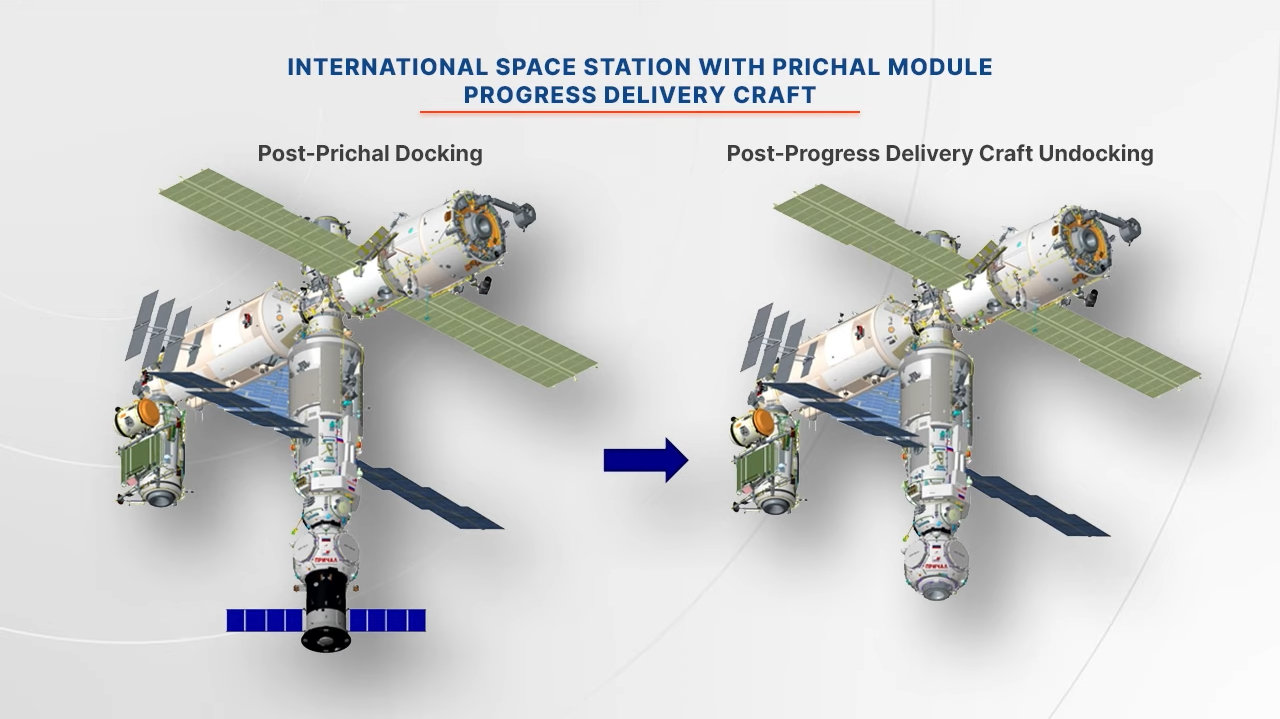
L'ISS avant et après le désamarrage du Progress M-UM de Prichal.

Le module de service de Progress M-UM reste amarré à la station pendant 26 jours puis se désamarre le 22 décembre 2021, libérant le port d'amarrage nadir de Prichal pour les futurs vaisseau spatiaux russes.

## Rentrée atmosphérique
Le module de service rentre dans l'atmosphère terrestre pour être détruit au-dessus de l'Océan Pacifique Sud.